# KV40
KV40 (Kings’ Valley no. 40) bezeichnet ein altägyptisches Grab im Tal der Könige in Theben-West. Der Grabinhaber ist unbekannt und es handelt sich wahrscheinlich um ein nicht-königliches Grab. Aufgrund seiner Lage wird KV40 in die Zeit der 18. Dynastie (Neues Reich) datiert. Da nur der obere Eingangsschacht zugänglich und der Rest mit Schutt verfüllt war, waren lange Zeit keine weiteren Einzelheiten zum Grab bekannt.
Es wurde 1899 von Victor Loret von der ägyptischen Antikenbehörde Service des Antiquités entdeckt. Die Ergebnisse seiner Ausgrabungsarbeiten für den Antikendienst wurden nicht publiziert.
Seit 2011 wird KV40 von einem Forschungsteam der Universität Basel unter Leitung von Susanne Bickel untersucht. Ein hierbei im Januar 2011 entdeckter weiterer Schacht direkt am Grab wurde zunächst mit der vorläufigen Bezeichnung KV40b versehen, stellte sich bei genauerer Untersuchung als eigenständiges Grab heraus und wird seitdem als Grab KV64 bezeichnet.
Im April 2014 wurden erste Details bezüglich des Inneren von KV40 bekannt. Nachdem der Schacht von Schutt befreit wurde, kamen fünf unterirdische Kammern zutage, in denen die zerstörten Reste von mindestens 50 Mumien, Särgen und Grabbeigaben gefunden wurden. Durch hieratische Inschriften konnten mehr als 30 Individuen namentlich identifiziert werden. Es handelt sich demnach um Prinzen und Prinzessinnen, die mit den beiden Königen Thutmosis IV. und Amenophis III. verwandt waren.